# 이정옥 (가수)
이정옥(1969년 8월 15일~)은 대한민국의 가수이다.

## 생애
1969년 8월 15일, 전라남도 구례군에서 태어났다.
1991년 가수 이난영을 기리기 위한 MBC 난영가요제 개막식에서 정식으로 가수로 데뷔했다.
1993년 제7회 MBC 신인가요제에서 '숨어 우는 바람 소리'로 대상을 받았으며, 그리움만 쌓이네 등의 노래를 발표해 성공시켰고, 현재에도 가요무대에 출연하며 트로트 가수로 활발하게 활동하고 있다.
천안국제흥타령춤축제 홍보대사로서 천안국제흥타령춤축제를 알린 경력도 있다.
2023년 5월, 청주시 홍보대사로 선정되어 2025년 4월까지 활동했다.

## 대표곡
- 숨어 우는 바람 소리
- 봐봐봐
- 우리
- 가슴 가득
- 울 엄마 엄마

## 기타
- 한때 이다래라는 예명으로 활동한 적이 있다.